# Huggorm
Denna artikel avhandlar djurarten Vipera berus, för övriga huggormar se familjen huggormar.

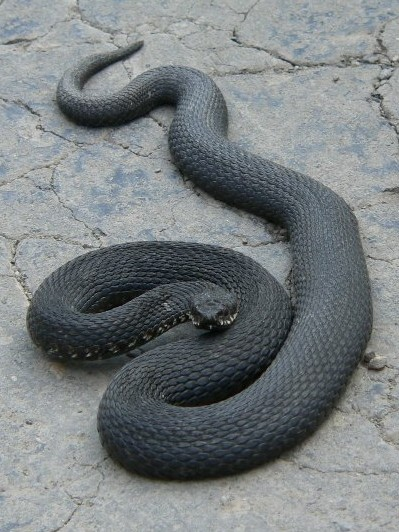
Helsvart huggorm.

Huggorm (Vipera berus) är en art inom familjen huggormar och som förekommer över stora delar av palearktis.

## Utseende
Merparten huggormar är runt 60 cm långa. Huggormshanen blir oftast inte längre än 65 cm lång och honan ca 10 cm längre. Enstaka exemplar om cirka 100 centimeter är kända. Huggormens pupill är svart och vertikal, likt kattens, till skillnad från snokens runda. Området runt pupillen varierar från rödfärgad till bärnstensliknande.

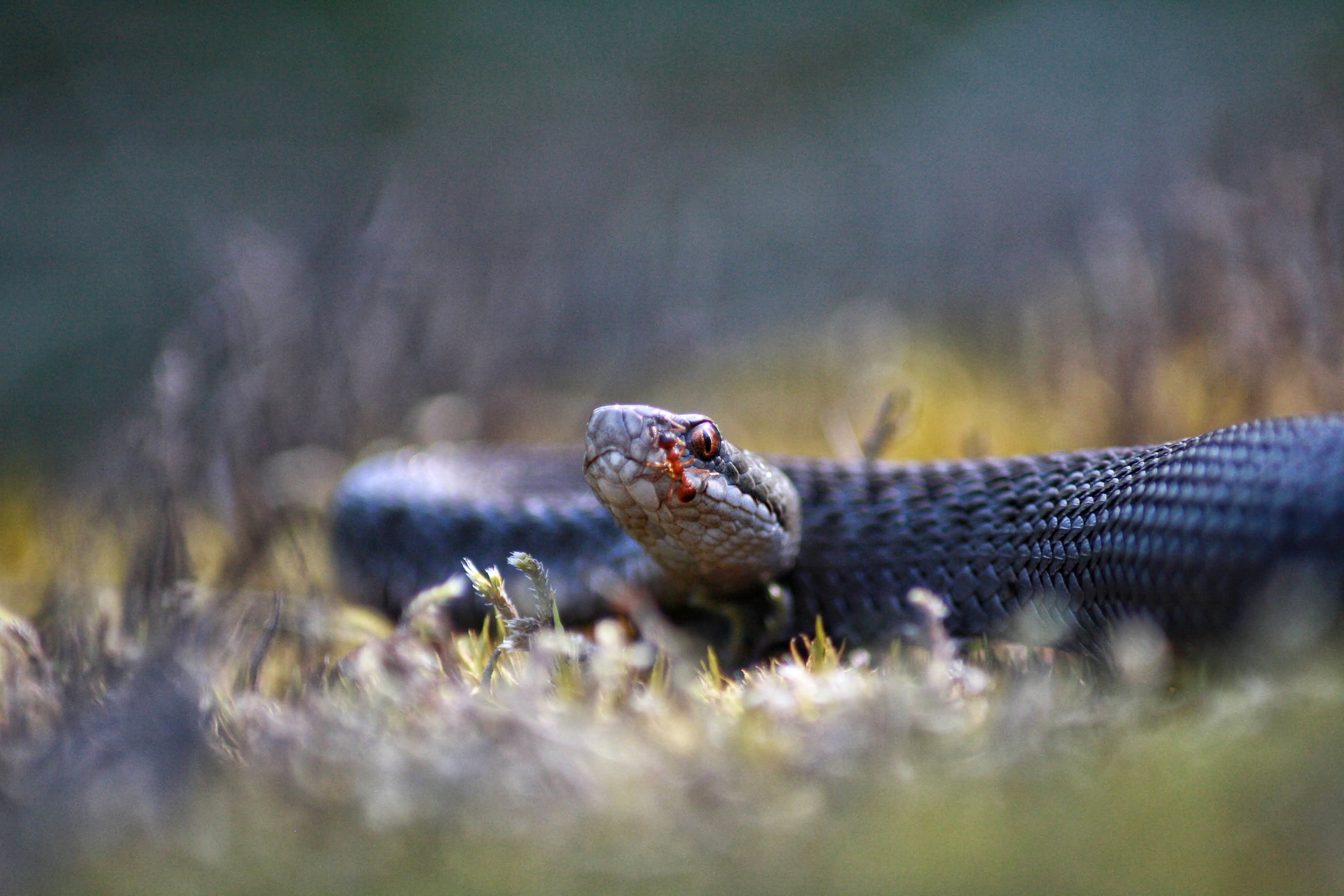
Huggorm fotograferad i Sverige 2020.

Huggormen har oftast relativt ljus grundfärg, ofta ljusbrun, med ett mörkt sicksack-band längs ryggen. Det finns också helsvarta, melanistiska individer. Ärftligheten är inte helt klarlagd, men fler hanar än honor är helsvarta[källa behövs] eller har andra färgvarianter som ljusare grundfärg eller silvergrå till ljust gråblå. Det finns även normalfärgade former som saknar sicksackbandet. Nästan alla huggormar föds "normalfärgade", men en del blir mörkare med åren.
Det förekommer också en rödbrun form som i regel är honor och dessa kallas ibland för äspingar. Även huggormsungar kallas äspingar.
Svarta snokar och helsvarta huggormar är mycket lika varandra men går i fält att skilja genom att studera huvudet. Snokar har oftast en gul fläck på varje sida av huvudet vilket huggormen saknar. Färgen på snokens fläckar kan variera från gul till vit och vissa svarta snokar saknar nackfläckar. Huvudplåtarna skiljer sig också åt på de båda arterna. Huggormen har tre större huvudplåtar medan snoken har fyra par och en oparig plåt. Huggormens huvud är även matt till skillnad från snokens glansiga.

## Fortplantning
Honan, som är dräktig i två till fyra månader, ruvar äggen i kroppen som kläcks strax innan födseln. En normal kull är 6-11 ungar men det förekommer större kullar än så. Honan, som föder sin första kull vid mellan tre till fem års ålder, får oftast en kull vartannat år.

## Utbredning och systematik
Huggormen finns i östra delen av Europa med ungefärlig västgräns från nordvästra till sydöstra Frankrike och ner genom Balkanhalvön. I norr gör den halt vid mellersta Norge samt norra Sverige och Finland. Den finns även i Storbritannien, men saknas på Irland och på Island. I öster sträcker sig dess utbredningsområde genom Ryssland över Sibirien (söder om polcirkeln) till Stilla havet, nordöstra Kina, ön Sachalin och Nordkorea.

### Taxonomi
Huggormen delas upp i tre underarter:
- Vipera berus berus - nominatformen har den största utbredningen och förekommer från Skandinavien och Europa till Ryssland, Mongoliet och nordvästra Kina.
- Vipera berus bosniensis - förekommer på Balkanhalvön.
- Vipera berus sachalinensis - förekommer i östra Ryssland i Amur oblast, Primorje kraj, Chabarovsk kraj och på ön Sachalin, samt i Nordkorea och i nordöstra Kina.

Vissa auktoriteter behandlar de tre taxonen som goda arter. Carl von Linné klassificerade felaktigt den rödbruna formen som en egen art.

## Huggormens toxin
Huggormen är den enda giftorm som förekommer vilt i Norden. Ormars gift är en blandning av enzymer och har två funktioner; att döda bytet, men också underlätta spjälkningen av maten, som påbörjas redan innan bytet sväljs. Bytet består av små däggdjur, ödlor eller andra smådjur.
Ormgiftet verkar även på nervsystemet, och bytesdjuret dör oftast antingen på grund av inre blödningar eller på grund av att hjärtverksamheten eller andningen sätts ur spel.[källa behövs]
Huggormar är i sig inte aggressiva mot människor. Angrepp på människor orsakas nästan alltid av att man trampat på ormen eller tagit i den. På människan får bettet liknande effekter som hos bytesdjur, men verkan är mycket mer lokal än hos mindre djur där giftet snabbt sprider sig i hela systemet. Familjen huggormar har ett cellförstörande gift (cytotoxin) som i första hand verkar på blodet och blodkärlen och som förstör blodkropparna och kapillärerna, så att blodet rinner ut i vävnaderna.
Huggormsbett är sällan livshotande för människor, även om dödsfall inträffar – då vanligen på grund av överkänslighet (anafylaktisk chock/allergichock). Dödligheten efter ett ormbett är 1 till 2 promille i Sverige, vilket innebär att i genomsnitt avlider ungefär en person vart tionde år (2022) i Sverige. Som jämförelse dör två till tre personer varje år av bi- och getingstick (2024) i Sverige. Ungefär 400 personer per år vårdas på sjukhus för huggormsbett i Sverige och cirka 20–30 procent av dessa utvecklar måttliga till allvarliga symptom (2024).
Även "torra bett" där ormen endast bitit utan att injicera något gift förekommer.
Risken för ormbett kan minimeras genom att man bär skor (som helst går över anklarna) eller stövlar samt undviker att plocka upp ormen. Även långbyxor kan ge ett visst skydd.

### Hälsoeffekter hos människan
Det vanligaste är framför allt uttalad lokal vävnadsreaktion. Smärta i samband med bettet och senare en blåaktig svullnad som vanligen försvinner efter några veckor.
Allvarligare reaktioner innefattar påverkan på mag-tarmkanalen, andningsorganen och centrala nervsystemet. Blodet och blodkärlen påverkas och kan leda till koagulationsrubbningar. Det allvarligaste är anafylaktiska reaktioner, det vill säga allergisk chockreaktion. Giftinformationscentralen råder människor som blivit bitna eller anhöriga att inte röra såret samt ringa nödnumret och begära giftinformation för råd. Läkare gör en bedömning och tar ställning till behandling med exempelvis serum. Motgiftsbehandling (serum, antitoxin) kan vara aktuellt vid allmänsymtom (se ovan) eller lokalutbredning (lokal vävnadsreaktion) mer än 10 cm.

## Åtgärder mot huggormar i Sverige
Sedan år 2000 är huggormarna, liksom alla grod- och kräldjur i Sverige, fridlysta. Generellt bör man lämna ormarna i fred, men har man ormar på tomten och exempelvis barn eller djur som vistas där kan det vara befogat att fånga in och flytta på ormarna med lämpliga metoder. Enligt Naturvårdsverket (2023) får man i undantagsfall döda huggormar på sin tomt som en sista utväg om det inte finns några som helst möjligheter att flytta på ormarna eller få hjälp med det.